# Anja Zavadlav
Anja Zavadlav (Lubiana, 11 maggio 1960) è un'ex sciatrice alpina slovena che gareggiò per la nazionale jugoslava.

## Biografia
Specialista delle prove tecniche, la Zavadlav esordì in Coppa del Mondo il 22 gennaio 1978 a Maribor in slalom speciale (25ª) e ai successivi Mondiali di Garmisch-Partenkirchen 1978, sua prima presenza iridata, si classificò 47ª nello slalom gigante e 21ª nello slalom speciale; ottenne il primo piazzamento a punti in Coppa del Mondo l'8 febbraio 1979 a Maribor in slalom speciale (22ª) e l'anno dopo ai XIII Giochi olimpici invernali di Lake Placid 1980, sua prima presenza olimpica, fu 26ª nello slalom gigante e non completò lo slalom speciale.
Ai Mondiali di Schladming 1982 si classificò 
25ª nello slalom gigante, 12ª nello slalom speciale e 16ª nella combinata; il 27 marzo dello stesso anno conquistò a Monginevro in slalom speciale il miglior risultato in Coppa del Mondo (4ª) e ai XIV Giochi olimpici invernali di Sarajevo 1984, sua ultima presenza olimpica, non completò lo slalom speciale, così come ai Mondiali di Bormio 1985, suo congedo iridato. In Coppa del Mondo ottenne l'ultimo piazzamento il 19 marzo dello stesso anno a Park City in slalom speciale (11ª) e prese per l'ultima volta il via il 22 marzo seguente a Heavenly Valley nella medesima specialità, senza completare la sua ultima gara in carriera.

## Palmarès

### Coppa del Mondo
- Miglior piazzamento in classifica generale: 31ª nel 1982

### Campionati jugoslavi
- 5 ori (slalom speciale nel 1978; slalom gigante, combinata nel 1979; slalom speciale nel 1983; slalom speciale nel 1984)[8]